# Santarém Novo
Santarém Novo är en kommun i Brasilien.   Den ligger i delstaten Pará, i den nordöstra delen av landet, 1 700 km norr om huvudstaden Brasília. Antalet invånare är 6 145.
Omgivningarna runt Santarém Novo är en mosaik av jordbruksmark och naturlig växtlighet. Runt Santarém Novo är det ganska glesbefolkat, med 25 invånare per kvadratkilometer.